# Istočni acipa jezik
Istočni acipa jezik (acipanci, achipa, sagamuk; ISO 639-3: acp), jezik naroda Acipawa koji se govori u nigerijskim državama Niger i Kaduna, uključujući i gradove Randeggi i Bobi.
Istočni acipa pripada podskupini kamuku, široj skupini kainji. 5 000 govornika (1993). Utjecaj jezika hausa je neznatan.

## Vanjske poveznice
- Ethnologue (14th)
- Ethnologue (15th)